# Mariola Woźniak
Pour les articles homonymes, voir Woźniak.
Mariola Woźniak est une joueuse d'échecs polonaise née le 17 mars 1998  à Cracovie, médaille d'argent à l'Olympiade d'échecs de 2016.

## Biographie et carrière
Mariola Woźniak a remporté la médaille d'argent au championnat d'Europe de la jeunesse dans la catégorie des moins de 16 ans (en 2013).
Mariola Woźniak a participé  au championnat d'Europe d'échecs des nations en 2013, marquant 2 points sur 5 au quatrième échiquier de l'équipe 2 (équipe de jeunes) de Pologne qui finit treizième de la compétition (sur 32 équipes).
En 2014 et 2015, elle remporte trois médailles aux championnats d'Europe par équipe féminine de moins de 18 ans, dont la médaille d'argent individuelle au premier échiquier de la Pologne en 2014.
Elle reçoit le titre de maître international féminin en 2015
Elle représente la Pologne lors de l'Olympiade d'échecs de 2016, réalisant la meilleure performance individuelle au cinquième échiquier (échiquier de réserve) avec 6 points sur 6 et une performance Elo de 2 891 points : elle reçut une médaille d'argent par équipe mais pas de médaille individuelle pour sa performance car elle n'avait disputé que 6 parties sur les 13 matchs de son équipe,.